# Казаркино (Тверская область)
Казаркино  — деревня в Зубцовском районе Тверской области. Входит в состав Вазузского сельского поселения.

## География
Находится в южной части Тверской области на расстоянии приблизительно 8 км на юго-восток от районного центра города Зубцов.

## История
Деревня была отмечена еще на карте 1825 года. В 1859 году здесь (сельцо Зубцовского уезда Тверской губернии) было учтено 8 дворов, в 1941—22.

## Население
Численность населения: 83 человека (1859 год), 6 (русские 100 %) в 2002 году, 6 в 2010.